# Mezinárodní klasifikace zdravotnických zákroků
Mezinárodní klasifikace zdravotnických zákroků (anglicky International Classification of Health Interventions – zkráceně ICHI) je systém klasifikace kódů procedur vyvíjený Světovou zdravotnickou organizací. V současnosti je k dispozici jen jako betaverze.
Systém má nahradit současný systém Mezinárodní klasifikace procedur v medicíně (International Classification of Procedures in Medicine, ICPM), který byl vyvinut v 70. letech 20. století, ale nikdy nebyl na mezinárodní úrovni přijat tak dobře jako ICD-9. Výsledkem bylo, že si většina států vyvinula vlastní nekompatibilní standardy pro kódování procedur a výkonů.
ICHI je z podstatné části odvozen od Australské klasifikace zdravotnických zákroků (Australian Classification of Health Interventions, ACHI), části australského standardu ICD-10-AM, který byl zase významně odvozen od ICD-10 a amerického rozšíření ICD-9-CM.